# Vlag van Los Altos

Vlag van Los Altos

Staatsvlag van Los Altos

De vlag van Los Altos was net zo lang in gebruik als dat de staat Los Altos bestond: van 2 februari 1838 tot 2 april 1840. In 1840 is het grootste deel van het gebied bij Guatemala gevoegd, waarvan het zich twee jaar eerder onafhankelijk verklaarde. De rest van het gebied ging naar de Mexicaanse staat Chiapas.
De vlag van Los Altos was een blauw-wit-rode driekleur, gebaseerd op de vlag van de Verenigde Staten van Centraal-Amerika. In het midden van de staatsversie stond een quetzal en daarmee was Los Altos de eerste Centraal-Amerikaanse staat met die vogel in zijn vlag; sinds 1871 staat de quetzal in de vlag van Guatemala.
Anguilla · Britse Benedenwindse Eilanden · Britse Bovenwindse Eilanden · Californië · Geconfedereerde Staten van Amerika · Los Altos · Miskitokust · Nederlandse Antillen · Republiek van de Rio Grande · Saint Christopher, Nevis en Anguilla · Sonora · Texas · Verenigde Staten van Centraal-Amerika · Vermont · Republiek West-Florida · West-Indische Federatie · Republiek Yucatán